# مها قرقاش
مها قرقاش كاتبة إماراتية، ولدت في دبي، ودرست في واشنطن ولندن؛ حصلت على شهادة البكالوريوس في الإذاعة والتلفزيون، قبل أن تعود وتعمل في تلفزيون دبي، وتواصل اهتمامها بالأفلام الوثائقية.
بعد خبرة أكثر من 20 عاماً في الإخراج والإعداد والكتابة وتقديم البرامج الوثائقية التلفزيونية، التي تتناول حياة المجتمعات المحلية، كتبت قرقاش أول رواية لها، “سمكة الرمل”، التي نُشرت عام 2009، وتحولت مؤخراً إلى فلم، تناولت في روايتها حياة الإماراتيين في حقبة الخمسينات من القرن الماضي، في إطار قصة مؤثرة عن امرأة شابة متمردة على مجتمع قمعي. .
تتناول في روايتها الثانية، “أنا الأُخرى” التي صدرت عن دار “هاربر كولينز”، نيويورك، في يناير 2016، ثقافة مجتمع الخليج العربي .

## المسيرة المهنية
عملت المخرجة الإماراتية مها قرقاش في قناة «دبي» الفضائية قرابة 28 عاماً، حيث أنتجت العديد من الأفلام الوثائقية عبر جولات مختلفة في أنحاء العالم. أصدرت كتابها الأول «الحلجة» عام 2009 عن «دار هاربر كولينز للنشر».، شاركت في «مهرجان طيران الإمارات للآداب 2016» حيث قدّمت عملاً أدبياً جديداً بعنوان «أنا الأُخرى».
كانت دائما مهتمة بإخبار القصة، كبيرة أو صغيرة، وفعلت ذلك أولا من خلال عدسة الكاميرا، ثم بكلمات على الورق. درست التواصل، التخصص في الإذاعة / التلفزيون بجامعة جورج واشنطن، واشنطن د.، واكتسبت في وقت لاحق درجة الماجستير في نفس المجال من كلية جولدسميث، لندن.بعد العودة إلى دبي بعد دراستها، انضمت إلى إذاعة دبي والتلفزيون. في مهنة امتدت أكثر من عشرين عاما، أنتجت وعرضت برامج إذاعية وتقارير إخبارية، وعملت ثلاث سنوات كمديرة محطة للغة الإنجليزية الشعبية FM 92، وثلاثة أخرى كنائب رئيس تلفزيون دبي. لكنها تشتهر بأفلام التلفزيون الخاصة بها، والتي توفر فرص سفر واسعة وفتح العديد من الأبواب. لقد كان شغف أن تشعر بالامتياز قد تحقق. لسنوات عديدة، أنتجت برنامج تلفزيوني ثقافي يتألف من ميزات ممتدة للقيام به مع الفن والثقافة والطبيعة والأشخاص والمجتمعات الفريدة من جميع أنحاء العالم. كان الفريق صغيرا، ونتيجة لذلك، كان دورها ليس فقط التوجيه، ولكن أيضا البحث، البرمجة النصية، وتقديم القصص. سافرت إلى أكثر من أربعين بلدا، والتي تركت انطباعات لا تقدر بثمن في ذهنها: الجبال السكانية في إثيوبيا، رائحة الفجر البكر في الجزء السفلي من العالم في نيوزيلندا، الصوت المدوي للنيل حيث يصطدم في ممر عرضه ستة أمتار في حديقة مورشيسون الوطنية في أوغندا، ومشاهدة خمسة وسبعين من الصقور وصقور الشاهين تترتفع فوق جبال كوش الهندوسية العظيمة في باكستان حيث تم إطلاق سراحها في برنامج حكومي لدولة الإمارات العربية المتحدة تهدف إلى زيادة عددها في البرية.
في المقدمة المحلية، وجهت مها غرغاش عددا من الأفلام الوثائقية التي تظل إلى هذا اليوم إشارات جديرة بالثقة في جوانب مختلفة من الثقافة الإماراتية. خلال صنع هذه البرامج، سافرت إلى جميع زوايا الإمارات ويمكن القول أن التجارب التي واجهتها ثمينة، ومن المستحيل إعادة التقاطها اليوم بسبب قفزة المجتمع المثيرة في الحداثة. حيث يمكن للمرء أن يجد النساء الأكبر سنا الماهرات اللأتي يسرحن شعر الفتيات الصغيرات علي شكل أجنحة لتعويض تسريحة شونجي (Shoongi) التقليدية أو تتبع مسافر وحيد وجملهُ في منتصف الصحراء الفارغة أثناء ترتيل التعاريج (TARIJ)، وهي آبيات تتوافق مع حركة الجمل وتُحثه علي النشاط والعمل على الرغم من الساعات الطويلة والوحدة في منتصف الكثبان الرملية؟
غادرت مها تلفزيون دبي في عام 2007 وفتحت بولكا دوت، وهي وكالة بوتيك الإعلامية المتخصصة في الحملات الإعلامية التلفزيونية، والإنتاجات التي يمكن وصفها بشكل أفضل بأنها كبيرة وجريئة. في هذا الوقت، كانت جيدة في منتصف كتابة روايتها الأولى، السمكة الرملية. كان هناك وقت يمكن أن ترى تغيير الرمل في اللون والملمس فقط عن طريق السفر المسافات القصيرة. لقد تغير كل شيء الآن، وقد نمت دبي مدينة مثيرة تجذب الزوار من جميع أنحاء العالم. لقد مرت الإمارات العربية المتحدة من خلال تحول سريع ومثير للإعجاب. في الواقع، جاء التغيير إلى هذه الأمة الصغيرة بسرعة أن الإماراتيين لم يكن لديهم القليل من الوقت للتفكير فيه. هذا هو السبب في أن مها قررت ضبط الأسماك الرملية في الماضي، واختيار 1950s لأنه كان الوقت الذي أصبح فيه من الواضح أن نمط الحياة القديم ستختفي قريبا. أعطت عملها كمدير للأفلام المتخصص في الأفلام الوثائقية وصولها إلى المجتمعات التي صورتها في الكتاب. يقع كتابها الثاني في منتصف التسعينيات في دبي والقاهرة. تحت عنوان «أنا الأُخرى»، يتحدث عن ثقافة الخليج وثقافة الخليج العربي وعن الخيانات والأسرار التي لها تأثير مستهلك على الشخصيات الرئيسية الثلاثة للعائلة التي ترتبط معا بخيط رفيع. مها تحب الشراكة الجيدة لعائلتها وأصدقائها. تتمتع بالقراءة والتصوير الفوتوغرافي ومشاهدة الأفلام والاستماع إلى الموسيقى الكلاسيكية وجميع أشكال الأنشطة الخارجية والسفر. تقدر جمال الطبيعة وهي مستعدة دائما لحزم حقيبة والانطلأق في رحلة إلى موقع جديدة وغريبة.

## مؤلفات
- سمكة الرمل[4]
- أنا الأُخرى[5]